# HSM-40
40ème Escadron d'hélicoptères d'attaque maritime
Le Helicopter Maritime Strike Squadron 40 (HELMARSTRIKERON 40 ou HSM-40), anciennement Heliopter Anti-Submarine Squadron (Light) 40  (HSL-40) et aussi connu sous le nom de "Airwolves" est un escadron d'hélicoptères de l'US Navy. Il est basé à la Base navale de Mayport, à Jacksonville en Floride, exploitant le MH-60RSeahawk et il est un  Fleet Replacement Squadron (FRS) pour la côte américaine.

## Historique
L'escadron HSL-40 a été créé le 4 octobre 1985 pour servir l'Helicopter Maritime Strike Wing Atlantic. Sa mission était de fournir une formation aux pilotes du FRS (Fleet Replacement Squadron).
Le HSM-40 actuel, redésigné le 1er novembre 2009, est l'un des deux escadrons du FRS, avec le HSM-41 pour la formation des pilotes et des équipages de l'United States Fleet Forces Command (flotte américaine de l'Atlantique) et rejoindre un Carrier Air Wing en activité.
0